# هاوستون (دلاور)
هاوستون، دلاور (به انگلیسی: Houston, Delaware) یک سکونتگاه مسکونی در ایالات متحده آمریکا با جمعیت ۳۷۴ نفر است که در Kent County واقع شده‌است.